# Flying Circus
Flying Circus（フライング・サーカス、略称FC）は、米国Sim Guild社による有料MMOタイプのコンバットフライトシミュレーションゲームである。

## 概要
使用可能な機体は第一次世界大戦時の航空機である。
ストリークの概念を最初にシステムに取り入れた。
一度もやられずに5機撃墜すると、プレイヤーのアイコンにエースのマークが表示されるようになっていた。
その後、Sim Guild社は第二次世界大戦を舞台にしたBattle of Britainもオープン・ベータまで開発し、Flying CircusもFlying Circus 3Dとしてグラフィックの向上を図ったものの、WWIを題材にしたMMODawn of Acesの登場や、有料化と同時にプレイヤーが激減したことなどから倒産した。

## 登場機種

### 連合国
- 戦闘機
  - ソッピース・キャメル：軽量の戦闘機で、低速だが格闘戦が得意
  - スパッド S.XIII：高速の戦闘機で一撃離脱が得意

### 中央同盟国
- 戦闘機
  - フォッカー Dr.I：軽量の戦闘機で、低速だが格闘戦が得意
  - アルバトロス D.III：高速の戦闘機で一撃離脱が得意